# Dumnagual II di Alt Clut
Dumnagual II (fl. VII secolo) fu sovrano di Alt Clut (odierna Dumbarton Rock) nel tardo VII secolo.
Lo si conosce solo per la menzione, negli annali irlandesi della sua morte. Gli Annali dell'Ulster, per l'anno 694, riportano Domnall m. Auin, rex Alo Cluathe, moritur ("Domnall, figlio di Aun, re di Alt Clut, muore"). Dumnagual è l'antica forma gallese per Domnall, e Aun  è di certo Eugein, forse da identificare con Eugein I di Alt Clut.